# Ösundet, Sund
Ösundet är ett cirka 300 meter brett och 1,5 kilometer långt sund mellan Fastersbyön och Skutvik i Kastelholm by i Sunds kommun på Åland.